# Sylvicola fenestralis
Sylvicola fenestralis är en tvåvingeart som först beskrevs av Giovanni Antonio Scopoli 1763.  Sylvicola fenestralis ingår i släktet Sylvicola och familjen fönstermyggor. Arten är reproducerande i Sverige. Inga underarter finns listade i Catalogue of Life.

## Bildgalleri

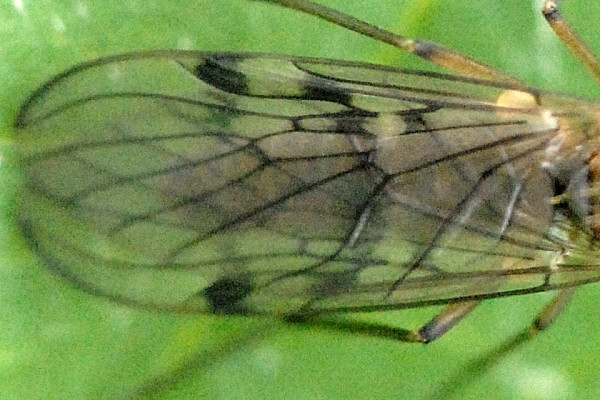
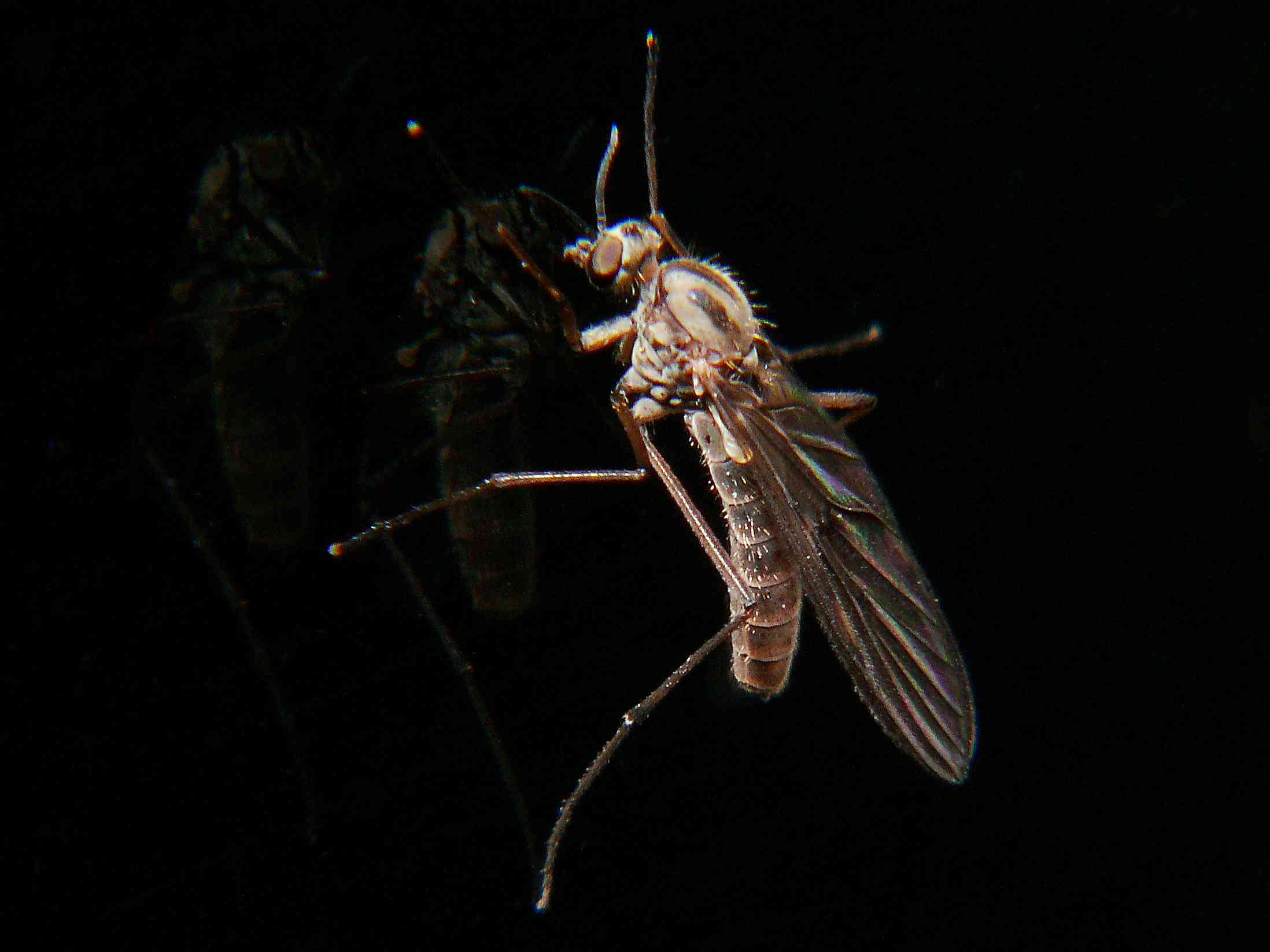
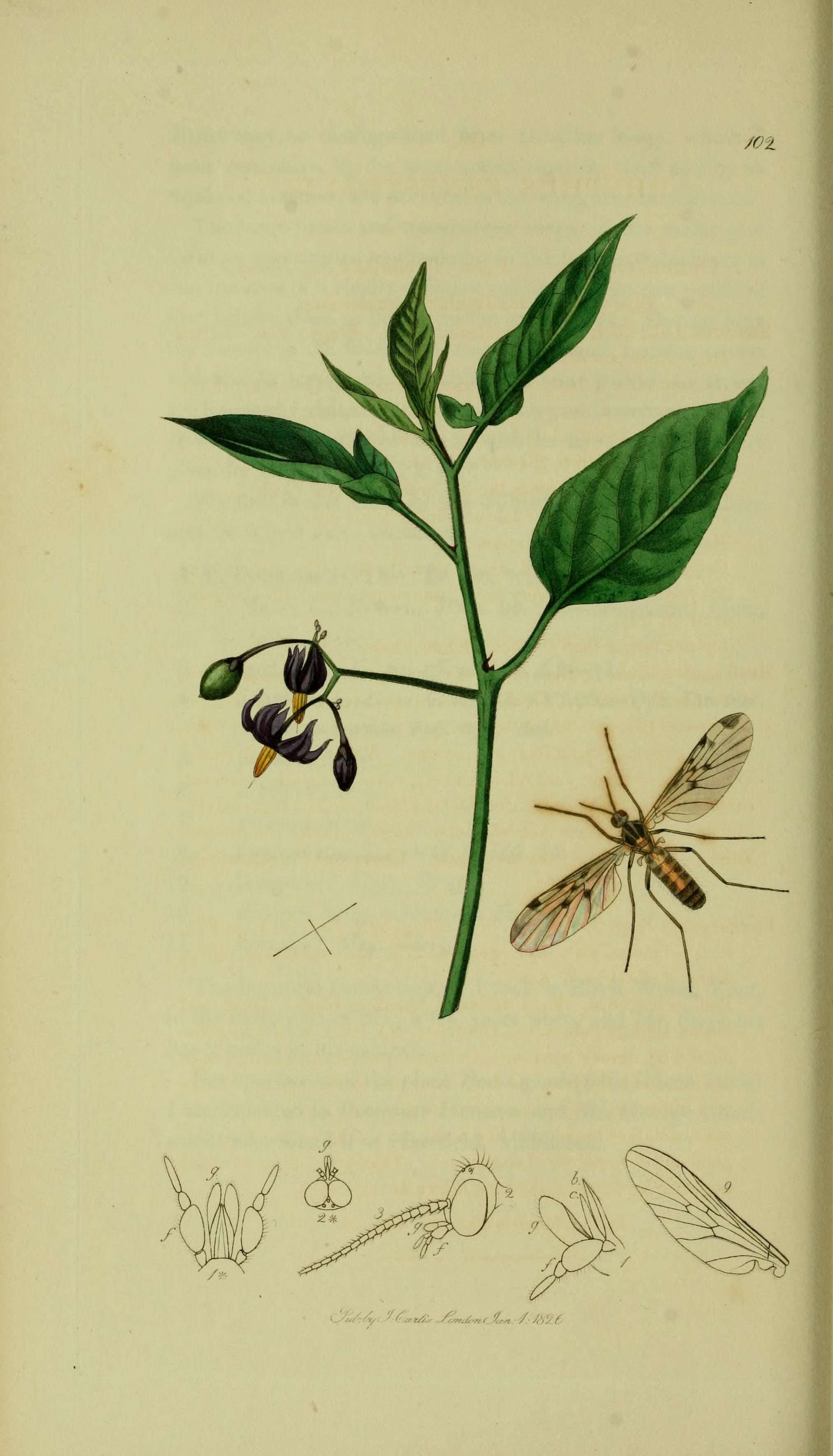
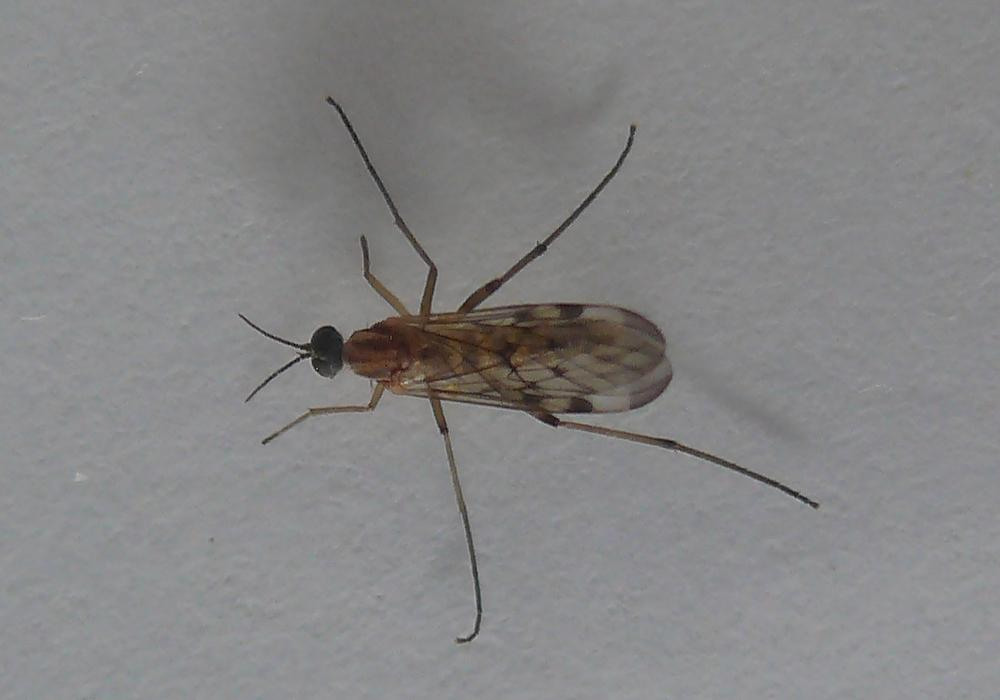
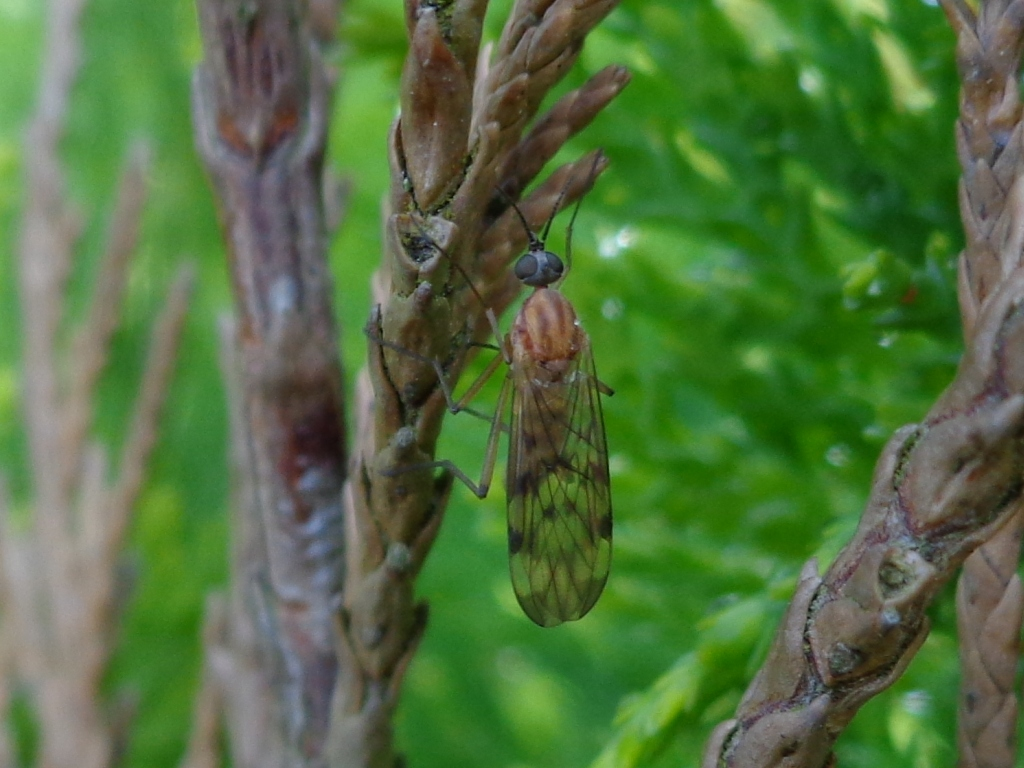
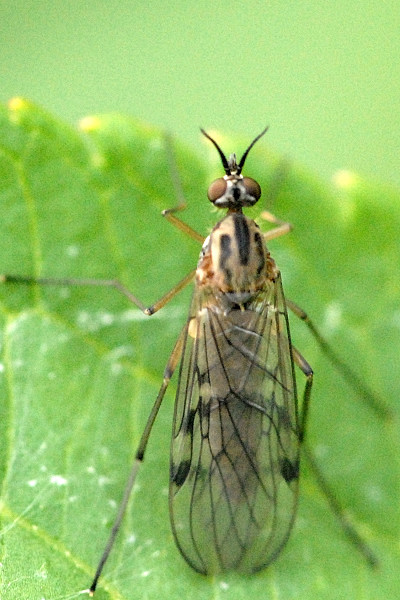